# Semivermilia elliptica
Semivermilia elliptica är en ringmaskart som beskrevs av Imajima 1978. Semivermilia elliptica ingår i släktet Semivermilia och familjen Serpulidae. Inga underarter finns listade i Catalogue of Life.